# Florent Couao-Zotti
Florent Couao-Zotti (Pobé, 18 de junio de 1964) escritor de Benín residente en Cotonú.
Estudió letras modernas en la Universidad Nacional de Benín y es licenciado en periodismo y empresario cultural y comenzó a trabajar como profesor de lengua francesa y periodista y a partir de 2002 se dedica en exclusiva a la literatura. Ha obtenido diferentes premios; Prix Tchicaya U Tams'i, Prix de la Francophonie de littérature de jeunesse, Prix de l'Excellence du Bénin, Meilleure plume de la décennie, Prix Ahmadou Kourouma, etc.